# Romeesh Ivey
Romeesh Nathaniel Ivey Belgravey (Arraiján, 14 aprile 1994) è un calciatore panamense, attaccante dello Spartak Varna e della nazionale panamense.

## Carriera

### Club
Ha giocato nella massima serie dei campionati panamense, colombiano e bulgaro.

### Nazionale
Nel 2021 ha esordito in nazionale.